# Ben Kynard
Ben D. Kynard (* 28. Februar 1920 in Eureka Springs, Arkansas; † 5. Juli 2012 in Kansas City) war ein US-amerikanischer Jazz-Saxophonist (Alt- und Baritonsaxophon), Komponist und Arrangeur, der durch seine Zusammenarbeit mit Lionel Hampton bekannt wurde.
Kynard lernte bei seinem Bruder Saxophonspiel und absolvierte 1938 die Sumner High School in Kansas City. Bereits in seiner Jugend trat er in Nachtclubs auf. Nach Ableistung des Militärdienstes in der US-Army spielte er von 1946 bis 1953 im Orchester von Lionel Hampton, für den er arrangierte und 1946 den Titel Red Top komponierte. Für den Song, den Hampton 1947 für Decca aufnahm und der bald darauf erfolgreich von Gene Ammons gecovert wurde, bekam Kynard jedoch zu wenig Tantiemen. Red Top wurde später auch von Musikern wie Daevid Allen, Anthony Braxton, Dexter Gordon, Louis Jordan, Erroll Garner, Slide Hampton, Woody Herman and His Orchestra, King Pleasure/Betty Carter und Eddie „Cleanhead“ Vinson eingespielt. Nachdem Kynard die Hampton-Band verlassen hatte, arbeitete er 32 Jahre beim United States Postal Service in Kansas City; daneben spielte er Jazz in Nachtclubs und schrieb Kompositionen für lokale Musiker. Kynard wirkte von 1945 bis 1984 an 51 Aufnahmesessions mit, u. a. mit Willis Jackson, Sonny Parker, Joe Thomas und 1948 bei Billie Holiday (I Cover the Waterfront).
Ben Kynard war ein Onkel des Organisten Charles Kynard.